# Ripe, Italia
Ripe este o comună din provincia Ancona, regiunea Marche, Italia, cu o populație de 4.371 de locuitori și o suprafață de 15,2 km².

## Demografie
Format:Demografia/Ripe